# Helmut Dieser
Helmut Karl Dieser (ur. 15 maja 1962 w Neuwied) – niemiecki duchowny rzymskokatolicki, biskup Akwizgranu od 2016 r.

## Życiorys
Święcenia kapłańskie otrzymał 8 lipca 1989 r. i został inkardynowany do diecezji Trewiru. Po święceniach i kilkuletnim stażu wikariuszowskim został wykładowcą trewirskiego wydziału teologicznego, a w latach 1996–2004 pracował w tym samym charakterze w diecezjalnym seminarium. Od 2004 r.  proboszcz kilku parafii w okolicy Kaltenborn.
24 lutego 2011 r. papież Benedykt XVI mianował go biskupem pomocniczym diecezji Trewiru, ze stolicą tytularną Narona. Sakry biskupiej udzielił mu biskup diecezjalny Trewiru – Stephan Ackermann.
23 września 2016 r. papież Franciszek mianował go biskupem diecezji Akwizgranu. Ingres odbył się 12 listopada 2016 r.